# Rhabdomastix subcaudata
Rhabdomastix subcaudata är en tvåvingeart som beskrevs av Alexander 1927. Rhabdomastix subcaudata ingår i släktet Rhabdomastix och familjen småharkrankar. Inga underarter finns listade i Catalogue of Life.